# 10:01
10:01 er en dansk kortfilm fra 2012 instrueret af Andreas Sommer.

## Handling
10:01 handler om den talentfulde sprinter Martin, der løber om kap med sit ego. Martins adfærd ændrer sig over for hans nærmeste, indtil han til sidst løber alene.

## Medvirkende
- Alexander Clement
- Camilla Cornella Lehmann Hansen
- Peter Michaelsen
- Claus Ankersen